# Trust familial Ochs-Sulzberger
Pour les articles homonymes, voir Sulzberger.
Le Trust familial Ochs-Sulzberger est une fondation créée pour permettre aux héritiers d'Adolph Ochs (1858– 1935), premier propriétaire du journal américain The New York Times, de conserver le contrôle de la direction de l'entreprise tout en ne disposant que d'une petite minorité du capital.
Le trust possède 98 % des actions de classe B de la société éditrice, les seules à être détentrices d'un droit de vote. La grande majorité des autres actionnaires détiennent des actions de classe A, partiellement dépourvues de droit de vote et assorties en compensation d'autres privilèges sur le plan purement financier.
Cette structure de propriété avait pour but de capitaliser l'entreprise tout en la conservant sous le contrôle de la famille Ochs-Sulzberger. Bien que la participation directe de la famille soit limitée à 19 % du capital de l'entreprise, elle contrôle 98 % des actions privilégiées (classe B) qui lui permettent de désigner 70 % des membres du conseil d'administration.
Pour empêcher les divisions internes et les prises de pouvoir externes, le système mis en place prévoit qu'au moins 6 des 8 administrateurs doivent donner leur accord avant toute modification des statuts du journal. Dans les années 2000, la banque d'affaires Morgan Stanley a tenté sans succès de convaincre une partie des héritiers d'abandonner ce système, dans l'espoir que cet abandon puisse offrir aux autres actionnaires une prime spéculative sur le cours de leurs actions lors d'une OPA.
Depuis 1992, l'entreprise est dirigée par Arthur Ochs Sulzberger, Jr., arrière-petit-fils d'Adolph Ochs.

## Liens Références
1. 1 2  « The New York Times, résistance à la une », Emmanuelle Anizon, Télérama, 8 décembre 2009.
2. ↑  « L'indépendance de papier », Stéphane Baillargeon, Le Devoir, 6 mars 2010.
3. ↑  « Le milliardaire mexicain Carlos Slim s'invite à bord du New York Times », Pierre de Gasquet, Les Échos, 12 septembre 2008.